# Besparingsskog
Besparingsskog är ett skogsområde som avsattes i Dalarna vid storskiftet under 1870- och 1880-talet och som ägs gemensamt av ägarna till de fastigheter som ingick i storskiftet. I Lappland motsvaras besparingsskogarna av allmänningsskogar som avsattes i samband med avvittringen.

## Historia
Missväxtåren 1867–1869 orsakade stor fattigdom och hungersnöd i norra Sverige. Under 1800-talet hade befolkningen i Sverige ökat i högre takt än tidigare och befolkningen mer än fördubblades innan seklet var över. Befolkningsökningen påskyndade den pågående avvittringen som tillkommit för att skapa gränser mellan Kronans och böndernas skogar. Den här processen var en lantmäteriförrättning som pågick från 1600-talet till 1920-talet (även om det fortfarande finns områden i Dalarna som ej är färdigavvittrade). Avvittringens genomförande reglerades av förordningar som ändrades och ersattes med nya allt eftersom tiden gick och förhållandena ändrades. Idéerna om att skapa enhetliga brukningsenheter inom jordbruket, Laga skifte och storskifte som kom igång under mitten av 1700-talet påverkade också avvittringsprocessen.  Vid storskiftet beslöt Kungl. Maj:t att 1/3 av avrösningsjorden, alltså den rena skogsmarken, skulle samlas till besparingsskogar, där bönderna fick andelar i förhållande till storleken på sin inrösningsjord.
Besparingsskogar avsattes i Lima, Transtrands, Särna, Idre, Älvdalens, Venjans, Orsa och Los socken (med Hamra kapellag). Den största är Orsa besparingsskog med (1923) 69 259 hektar. Liksom de norrländska allmänningarna omfattas besparingsskogarna av Lagen om allmänningsskogar i Norrland och Dalarna.
Svärdsjö Svartnäs Besparingsskog tillkom tidigare än de egentliga besparingsskogarna (då som Svärdsjö och Envikens gemensamhetsskogar) och är formellt sett en häradsallmänning. Båda typerna lyder under allmänningsskogslagen, men medan besparingsskogar bara kan dela ut pengar som bidrag för vägar, plantering, röjning och liknande kan häradsallmänningen betala ut kontanta medel från överskottet.
Besparingsskogarna har haft och har fortfarande stor betydelse för de berörda områdena.